# Fanta Konatê
Fanta Konatê (Guiné-Conacri) é uma cantora, bailarina, compositora e ativista cultural guineense. Ela fundou o Instituto África Viva é considerada uma referência cultural da Guiné-Conacri. Em 2011, foi vencedora da primeira edição do Prêmio Luiza Mahin da Coordenadoria do Negro de São Paulo, um prémio valoriza a cultura negra, a inclusão social e a luta anti-discriminatória e foi instituído no âmbito do Dia da Mulher Negra Latino-Americana e Caribenha. Ela nasceu no seio de uma das famílias guineenses mais representativas da arte tradicional Malinkê da região do Hamaná, sendo considerada como uma das representantes da cultura mandinga.
Como artista, Fanta participou na adolescência nos Balés “Hamaná”, “Faretá”, “Bolontá” e “Soleil d'Afrique", em Conacri. Já adulta, tornou-se cantora, bailarina e compositora tendo apresentado o seu trabalho no Japão, Suécia, Polónia, Argentina, Chile e no Brasil. No campo social, Fanta foi arte-educadora na ONG Médicos Sem Fronteiras e Coordenadora do Instituto Famodou Konatê, em São Paulo. Fanta foi também co-fundadora do Instituto África Viva, juntamente com Luis Kinugawa. Esta organização promove a integração das culturas da Guiné e do Brasil visando o desenvolvimento humano e a inclusão social, tendo também um podcast postado em seu canal no YouTube.

## Obra
A sua obra combina a cultura brasileira, o jazz e a música do oeste africano e nela são abordados temas relacionados com causas sociais.
- 2007 — lançou o álbum Djubafedeá[2]
- 2016 — participou da trilha sonora da Abertura das Olimpíadas do Rio de Janeiro[4][3]
- 2018 — lançou o álbum Fanta Konatê[1]
- 2020 — lançou o livro infantil Namarama